# 報徳二宮神社 (小田原市)
報徳二宮神社（ほうとくにのみやじんじゃ）は、神奈川県小田原市にある二宮尊徳を祀る神社である。旧社格は県社で、現在は神社本庁の別表神社となっている。

## 歴史
二宮尊徳は報徳社を設立して農村の救済・教化運動を行っていたが、尊徳が安政3年（1856年）に亡くなった後も報徳社は存続し、関東・東海地方を中心に活動を行っていた。明治24年（1891年）に尊徳に従四位が贈られると、報徳社員の間で尊徳を祀る神社創建の動きが起き、明治27年（1894年）4月15日、尊徳の生地である小田原の小田原城址内に鎮座した。

## 施設
- 社殿
- 社務所
- 報徳会館 - 館内にレストラン樹麻、カフェGinger
- 報徳博物館 - 鳥居前にある二宮尊徳や報徳社の関係資料を蒐集保管する施設
- きんじろうカフェ - 境内庭園にあるオープンカフェ

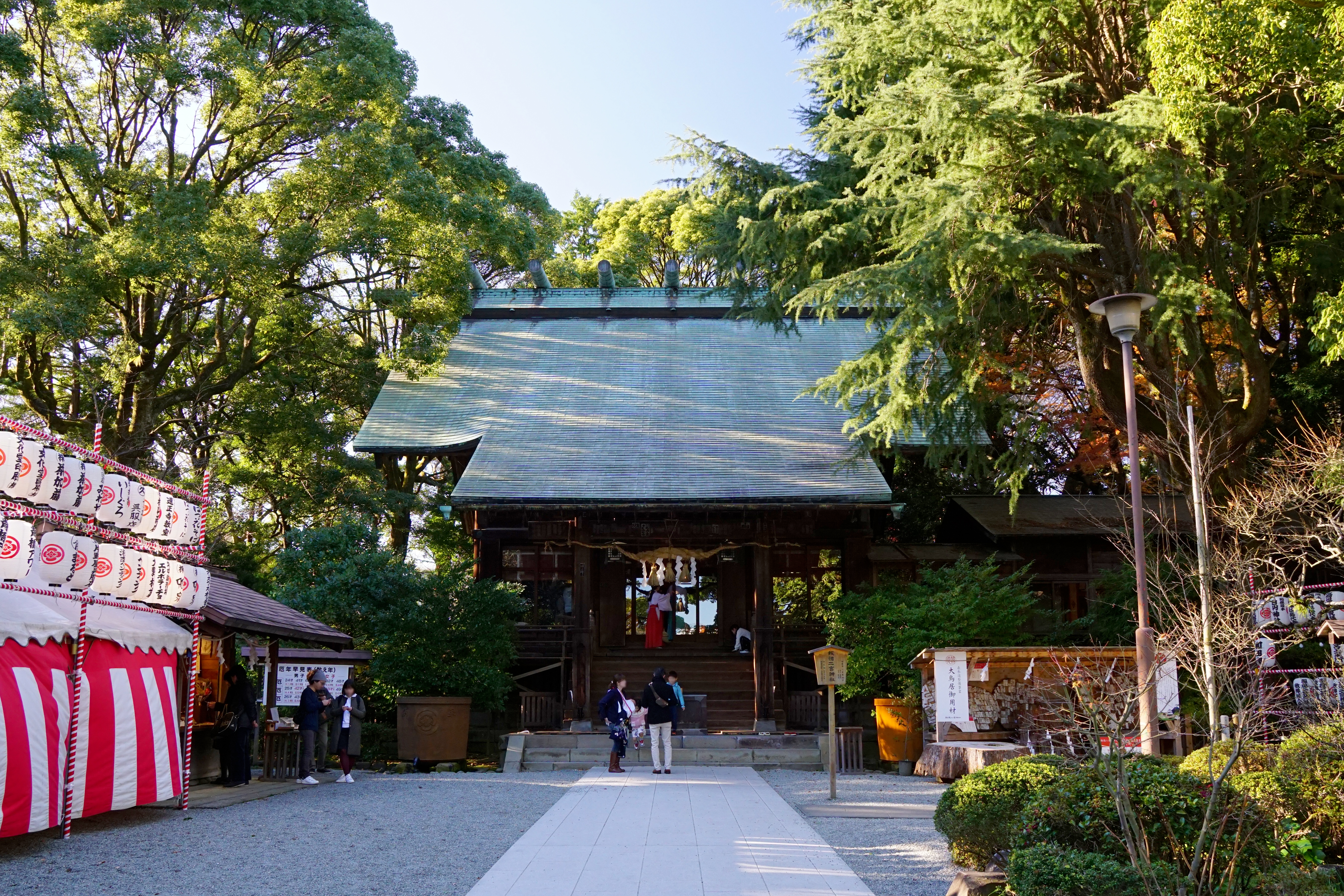
社殿
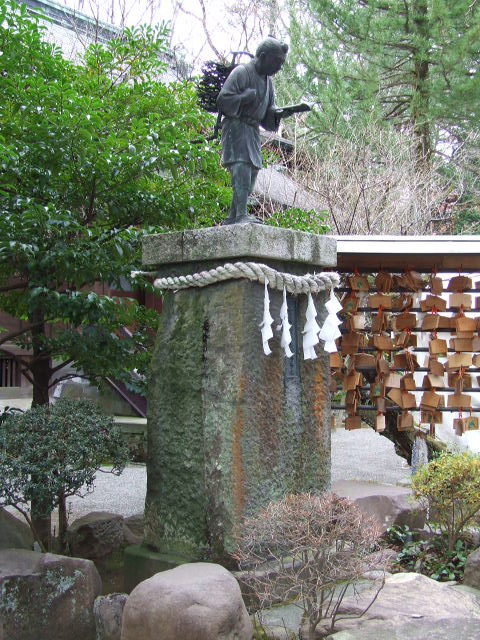
二宮金次郎像
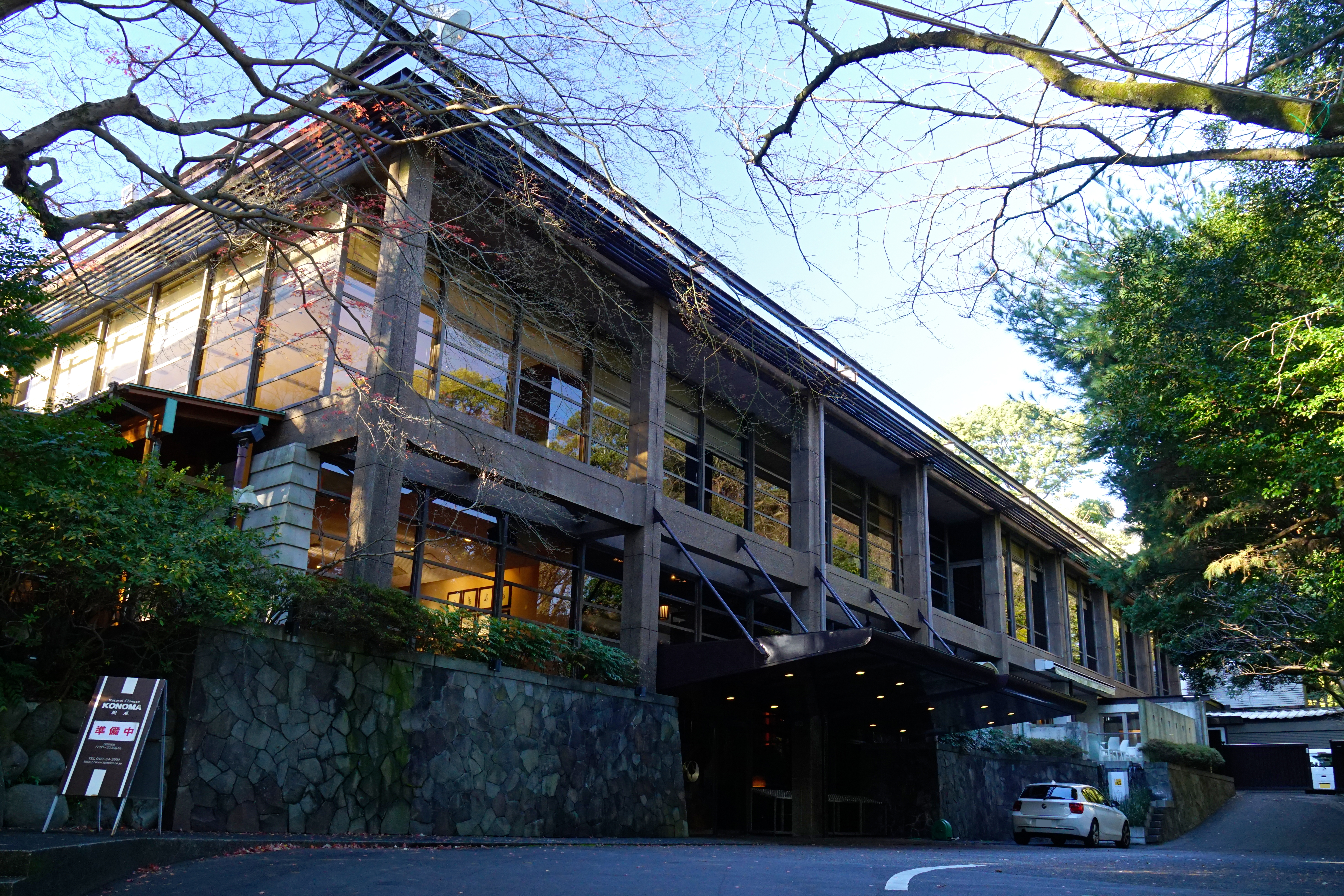
報徳会館
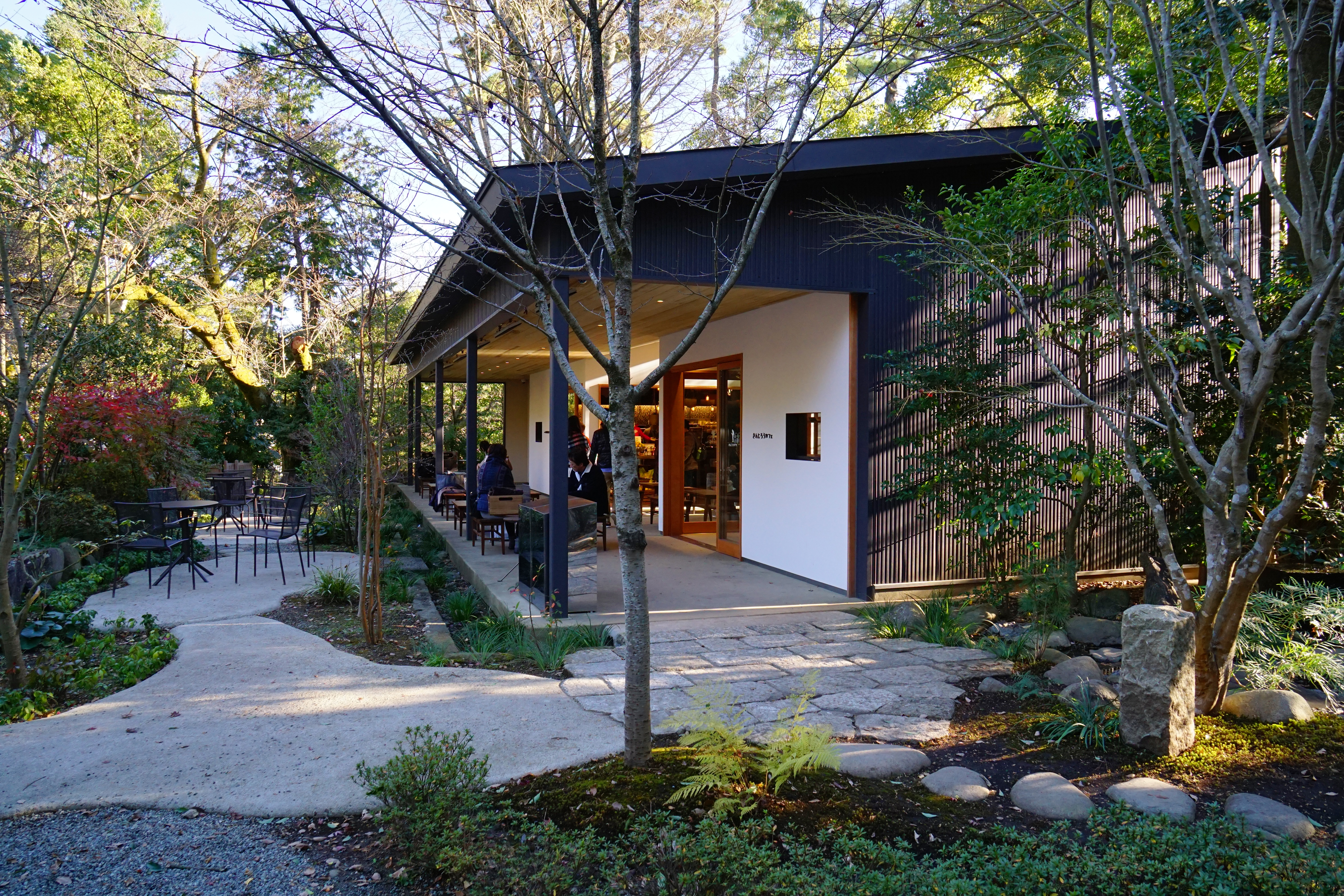
きんじろうカフェ

## 交通アクセス
- 小田原駅徒歩10分。小田原城址公園南西。